# Nino Bule
Nino Bule (Čapljina, 19 maart 1976) is een Bosnisch-Kroatisch voormalig voetballer.

## Kroatisch voetbalelftal
Nino Bule debuteerde in 1999 in het Kroatisch nationaal elftal en speelde 3 interlands. Bule kon ook uitkomen voor het voetbalelftal van Bosnië en Herzegovina, vanwege zijn Bosnische wortels.